# Тубілюстрії
Тубілюстрії (лат. Tubilustrium) — у Стародавньому Римі свято, що відзначалося двічі на рік:
- 23 березня та в останній день Квінкватрій, на честь бога війни Марса, під час якого освячували труби війни (tubae), які принесуть перемогу в боях,
- 23 травня, як фестиваль музикантів, на честь Вулкана, який відповідає за процес виробництва труб, в ході яких благословляли труби й роги, які використовувалися в основному у громадських церемоніях і релігійних обрядах.